# Pisodonophis
Genre
Synonymes
- Pisodonphis[1]
- Pisodontophis[1]
- Pisoodonophis[1]

Pisodonophis est un genre de poissons téléostéens serpentiformes de la famille des Ophichthidae (ordre des Anguilliformes).

## Systématique
Le genre Pisodonophis a été créé en 1856 par le naturaliste allemand Johann Jakob Kaup (1803-1873),.

## Liste des espèces
Selon World Register of Marine Species (30 novembre 2021) :
- Pisodonophis boro (Hamilton, 1822)
- Pisodonophis cancrivorus (Richardson, 1848)
- Pisodonophis copelandi Herre, 1953
- Pisodonophis daspilotus Gilbert, 1898
- Pisodonophis hijala (Hamilton, 1822)
- Pisodonophis hypselopterus (Bleeker, 1851)
- Pisodonophis sangjuensis Ji & Kim, 2011
- Pisodonophis semicinctus (Richardson, 1848)

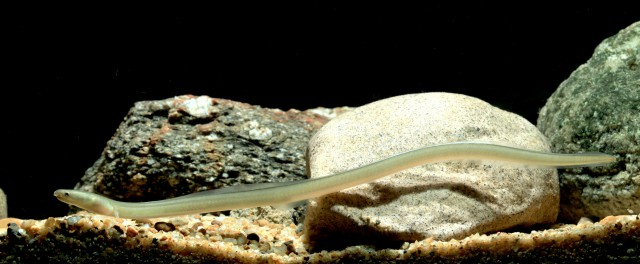
Pisodonophis boro.
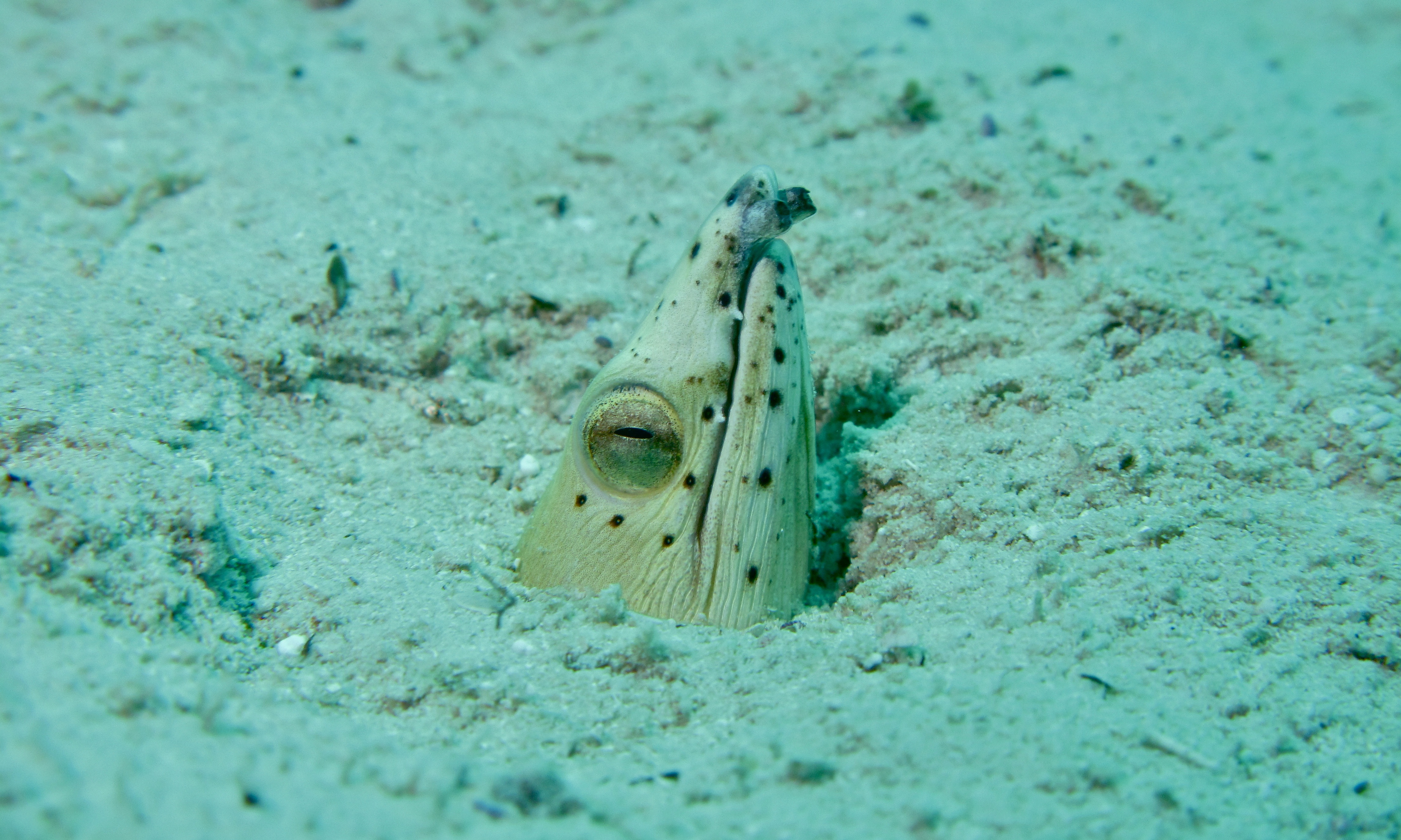
Pisodonophis cancrivorus.
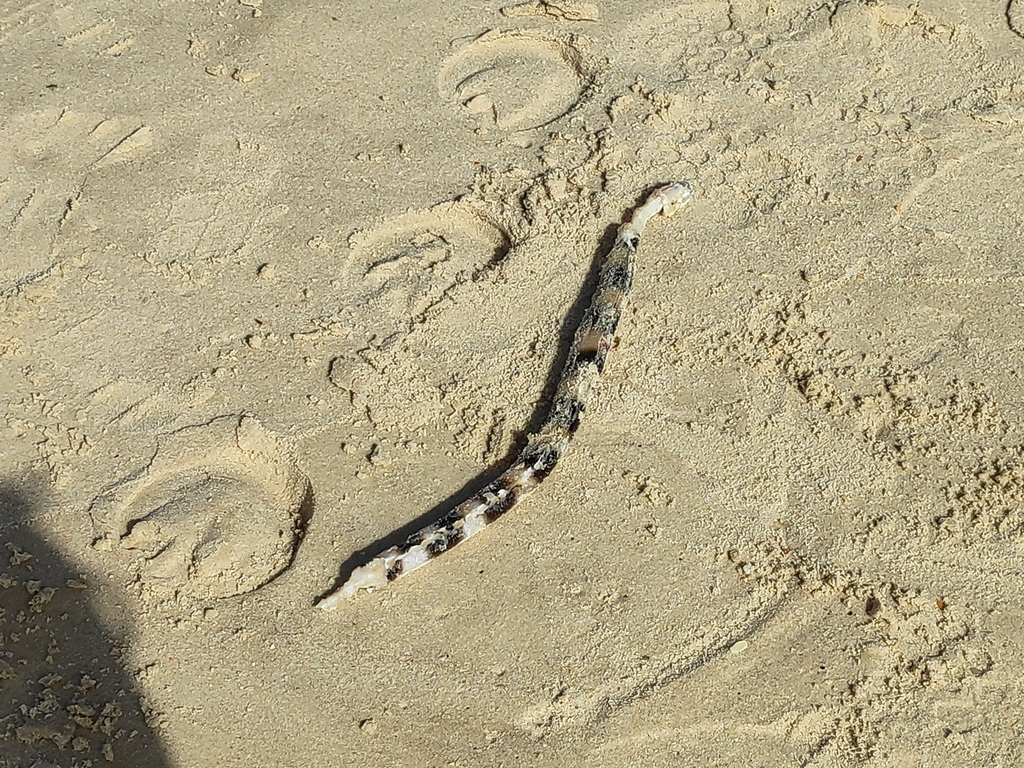
Pisodonophis semicinctus.

## Publication originale
- (de) J. Kaup, « Uebersicht der Aale », Archiv für Naturgeschichte, Berlin, Nicolaische Verlags-Buchhandlung, vol. 22,‎ 1856, p. 41–77 (ISSN 0365-6136, OCLC 1481989, DOI 10.5962/BHL.PART.11240, lire en ligne).